# Nikola Komazec
Nikola Komazec (in serbo Никола Комазец?; Vrbas, 15 novembre 1987) è un calciatore serbo, attaccante dello Železničar Inđija.

## Carriera

### Club
Komazec ha cominciato la carriera con la maglia dello Hajduk Kula. Nel 2011 è stato ingaggiato dai rumeni del Petrolul Ploiești, per cui ha debuttato nella Liga I in data 25 luglio, schierato titolare nella vittoria per 2-1 sull'Oțelul Galați. Il 29 agosto ha realizzato la prima rete, nella vittoria per 0-2 sul campo del Concordia Chiajna.
L'anno seguente, è stato ingaggiato dagli sloveni del Maribor. Ha esordito nella Prva slovenska nogometna liga in data 21 luglio 2012, schierato titolare nel pareggio a reti inviolate contro il Koper. Il 29 luglio è arrivata la prima rete con questa maglia, nella vittoria per 1-3 in casa del Mura 05. Il 1º agosto ha avuto modo di giocare la prima partita nelle competizioni europee per club: è stato titolare nella vittoria per 4-1 sullo F91 Dudelange, sfida valida per il terzo turno di qualificazione alla Champions League 2012-2013.
Nel corso del 2013, ha lasciato l'Europa per andare a giocare con i thailandesi del Suphanburi. Ha giocato solo una partita di campionato con questa squadra: il 3 marzo, infatti, è subentrato a Bireme Diouf nel pareggio per 1-1 contro il Buriram United.
È tornato poi in Europa per militare nelle file dei bosniaci del Sarajevo. Ha debuttato nella Premijer Liga in data 4 agosto 2013, quando è stato titolare nel pareggio per 0-0 contro lo Slavija. Il 17 agosto ha realizzato la prima rete, nel successo per 1-2 sul Leotar.
Nel 2014, è stato ingaggiato dai sudcoreani del Busan IPark. Ha esordito nella K League Classic l'8 marzo, nella sconfitta per 3-0 contro lo Jeonbuk Hyundai: ha sostituito Fagner nel corso del secondo tempo. Il 30 luglio 2014, ha firmato ufficialmente un contratto valido per due anni e mezzo con i norvegesi dello Haugesund. Ha scelto la maglia numero 9.
Il 28 gennaio 2015 si è trasferito al Pattaya United, con la formula del prestito. Il 10 gennaio 2016 ha rescisso il contratto che lo legava all'Haugesund. Successivamente, è stato ingaggiato dai georgiani della Dinamo Batumi.

## Statistiche

### Presenze e reti nei club
Statistiche aggiornate al 23 marzo 2018.
| Stagione           | Club               | Campionato         | Campionato | Campionato | Coppe nazionali | Coppe nazionali | Coppe nazionali | Coppe continentali | Coppe continentali | Coppe continentali | Supercoppe | Supercoppe | Supercoppe | Totale | Totale |
| Stagione           | Club               | Comp               | Pres       | Reti       | Comp            | Pres            | Reti            | Comp               | Pres               | Reti               | Comp       | Pres       | Reti       | Pres   | Reti   |
| ------------------ | ------------------ | ------------------ | ---------- | ---------- | --------------- | --------------- | --------------- | ------------------ | ------------------ | ------------------ | ---------- | ---------- | ---------- | ------ | ------ |
| 2004-2005          | Hajduk Kula        | PL                 | 2          | 0          | CS              | ?               | ?               | -                  | -                  | -                  | -          | -          | -          | 2+     | 0+     |
| 2005-2006          | Hajduk Kula        | PL                 | 2          | 0          | CS              | ?               | ?               | -                  | -                  | -                  | -          | -          | -          | 2+     | 0+     |
| 2006-2007          | Hajduk Kula        | SL                 | 16         | 2          | CS              | ?               | ?               | -                  | -                  | -                  | -          | -          | -          | 16+    | 2+     |
| 2007-2008          | Hajduk Kula        | SL                 | ?          | ?          | CS              | ?               | ?               | -                  | -                  | -                  | -          | -          | -          | ?      | ?      |
| 2008-2009          | Hajduk Kula        | SL                 | ?          | ?          | CS              | ?               | ?               | -                  | -                  | -                  | -          | -          | -          | ?      | ?      |
| 2009-2010          | Hajduk Kula        | SL                 | 26         | 3          | CS              | ?               | ?               | -                  | -                  | -                  | -          | -          | -          | 26+    | 3+     |
| 2010-2011          | Hajduk Kula        | SL                 | 27         | 6          | CS              | ?               | ?               | -                  | -                  | -                  | -          | -          | -          | 27+    | 6+     |
| Totale Hajduk Kula | Totale Hajduk Kula | Totale Hajduk Kula | 73+        | 11+        |                 | ?               | ?               |                    | -                  | -                  |            | -          | -          | 73+    | 11+    |
| 2011-2012          | Petrolul Ploiești  | Liga I             | 12         | 2          | CR              | 3               | 1               | -                  | -                  | -                  | -          | -          | -          | 15     | 3      |
| 2012-gen. 2013     | Maribor            | 1. SNL             | 13         | 3          | CS              | 1               | 0               | UCL+UEL            | 7                  | 0                  | -          | -          | -          | 21     | 3      |
| gen.-giu. 2013     | Suphanburi         | PL                 | 1          | 0          | FACup+CdL       | ?               | ?               | -                  | -                  | -                  | -          | -          | -          | 1+     | 0+     |
| lug.-dic. 2013     | Sarajevo           | PL                 | 16         | 10         | CB              | ?               | ?               | -                  | -                  | -                  | -          | -          | -          | 16+    | 10+    |
| gen.-lug. 2014     | Busan IPark        | K1                 | 1          | 0          | CCS             | ?               | ?               | -                  | -                  | -                  | -          | -          | -          | 1+     | 0+     |
| lug.-dic. 2014     | Haugesund          | ES                 | 3          | 0          | CN              | 1               | 0               | UEL                | -                  | -                  | -          | -          | -          | 4      | 0      |
| 2015               | Pattaya United     | D1                 | ?          | ?          | FACup+CdL       | ?               | ?               | -                  | -                  | -                  | -          | -          | -          | ?      | ?      |
| gen.-giu. 2016     | Dinamo Batumi      | UL                 | 13         | 4          | CG              | -               | -               | -                  | -                  | -                  | -          | -          | -          | 13     | 4      |
| 2016-2017          | South China        | PL                 | 20         | 13         | -               | -               | -               | -                  | -                  | -                  | -          | -          | -          | 20     | 13     |
| lug.-dic. 2017     | Salam Zgharta      | PL                 | 6          | 1          | -               | -               | -               | -                  | -                  | -                  | -          | -          | -          | 6      | 1      |
| gen.-mar. 2018     | H.K. Pegasus       | PL                 | 5          | 1          | -               | -               | -               | -                  | -                  | -                  | -          | -          | -          | 5      | 1      |
| mar.-dic. 2018     | Bhayangkara        | SL                 | 1          | 0          | -               | -               | -               | -                  | -                  | -                  | -          | -          | -          | 1      | 0      |
| Totale carriera    | Totale carriera    | Totale carriera    | 164+       | 45+        |                 | 5+              | 1+              |                    | 7                  | 0                  |            | -          | -          | 176+   | 46+    |